# Voulgáro
Voulgáro, en grec moderne : Βουλγάρω, est un village du dème de Kissamos, dans le district régional de La Canée, de la Crète, en Grèce. Selon le recensement de 2011, la population de Voulgáro compte 201 habitants. Le village est situé à une altitude de 100 m et à une distance de 42,5 km de La Canée.

## Recensements de la population
| Recensements | 1900 | 1920    | 1928   | 1940 | 1951 | 1961 | 1971 | 1981 | 1991 | 2001 | 2011 |
| ------------ | ---- | ------- | ------ | ---- | ---- | ---- | ---- | ---- | ---- | ---- | ---- |
| Population   | 184  | 113+135 | 96+161 | 298  | 284  | 283  | 263  | 274  |      | 209  | 201  |